# レオポルト3世 (オーストリア公)
レオポルト3世（Leopold III., 1351年11月1日 - 1386年7月9日）は、ハプスブルク家出身のオーストリア公（在位：1365年 - 1379年）、単独のシュタイアーマルク公、ケルンテン公、内オーストリア公（在位：1379年 - 1386年）。ローマ王アルブレヒト1世の孫で、オーストリア公アルブレヒト2世とその妻ヨハンナ・フォン・プフィルトとの間の末息子。兄にルドルフ4世、フリードリヒ3世、アルブレヒト3世がいる。のちに神聖ローマ皇帝位の世襲化を果たすレオポルト系ハプスブルク家の祖。

## 生涯
1365年にルドルフ4世が死去した後、アルブレヒト3世とともにハプスブルク家領の共同統治者となったが、1379年に所領を分割し、レオポルトはシュタイアーマルク、ケルンテン、クライン、ゴリツィア、チロルなどを単独統治することとなった。
1375年、エンゲラント卿7世ド・クーシーが、傭兵1万人を擁してアールガウに侵攻（ガグラー戦争）。これに対してレオポルドは、戦闘を回避してアールガウ一帯の破壊を命令。傭兵はフラウブルンネンで大敗して翌1376年にはフランスへ撤退するが、事前に住民の食糧まで奪う焦土作戦を行ったレオポルドは、末代までスイス人の恨みをかうこととなった。
1386年、ハプスブルク家の再興を図るためにスイス西部への勢力拡大を企んだが、3倍以上の兵力を率いていたにもかかわらず、盟約者同盟の反攻に遭ってゼンパッハの戦いで大敗、戦死した。

## 子女
1365年にミラノの僭主ベルナボ・ヴィスコンティの娘ヴェルデと結婚し、6子をもうけた。
- ヴィルヘルム（1370年 - 1406年）
- レオポルト4世（1371年 - 1411年）
- エルンスト（1377年 - 1424年）　「鉄公」と呼ばれる。皇帝フリードリヒ3世の父。
- エリーザベト（1378年 - 1392年）
- フリードリヒ4世（1382年 - 1439年）
- カタリーナ（1385年? - ?）